# Comic book

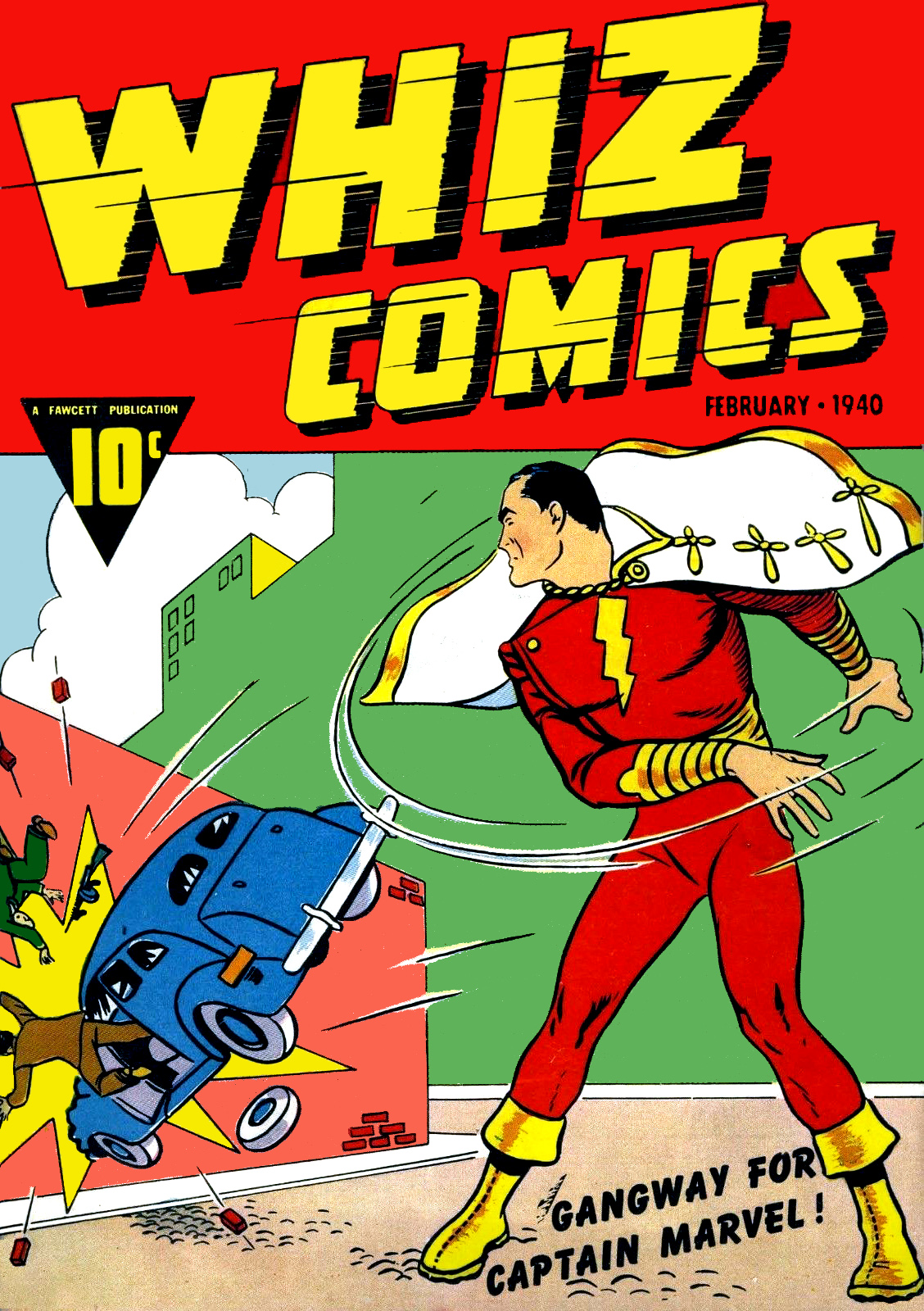
Copertina del secondo numero Whiz Comics (febbraio 1940, Fawcett Comics), con protagonista Capitan Marvel.

Il comic book è una pubblicazione contenente principalmente storie a fumetti, ideata agli inizi del XX secolo negli Stati Uniti d'America, ma poi utilizzata anche nel resto del mondo. In particolare si parla di american comic book quando ci si riferisce al formato 17x26 cm mentre genericamente comic book indica una rivista a fumetti di un qualunque formato.

## Caratteristiche
Nella forma più comune negli Stati Uniti, il comic book è una rivista spillata di 32 pagine (più le 4 di copertina) contenente una storia a fumetti mediamente di 22 pagine, di solito a colori. Le rimanenti pagine sono dedicate a pubblicità e articoli; possono anche avere un numero maggiore di pagine, spillati o brossurati, ma quasi sempre 17x26 cm. In Italia questo formato ha cominciato a diffondersi proprio per la pubblicazione di fumetti statunitensi editi dalla Marvel e dalla DC.
Negli Stati Uniti originariamente veniva utilizzata una carta economica detta newsprint perché simile a quella utilizzata per i quotidiani, con qualità di stampa molto bassa, in cui la trama dei punti che componevano i colori era chiaramente visibile; la media di foliazione era 16 pagine. A partire dagli anni novanta, si diffusero tipi di carta migliori (come la Baxter), equivalenti come qualità a qualunque rivista, soprattutto dall'introduzione della colorazione Truecolor.
I comic book sono oggetto di attivo collezionismo. Per esempio, nel 2024, un esemplare del primo numero di Action Comics, con la prima apparizione di Superman, è stato battuto al prezzo di sei milioni di dollari, a fronte di un prezzo di copertina di 10 centesimi.

## Storia
Nel marzo 1897, grazie a William Randolph Hearst, proprietario del New York Journal e di altre testate, iniziò la raccolta in albi a sé stanti delle strisce a fumetti pubblicate sui quotidiani, annoverandone almeno settanta tra il 1900 e il 1909; molte di esse erano regalate in abbinamento all'acquisto di altri prodotti. Negli Stati Uniti d'America raggiunsero grande popolarità come lettura tra i soldati durante la prima e la seconda guerra mondiale. Il primo comic book con materiale originale fu prodotto nel 1929, per iniziativa di George T. Delacorte Jr. proprietario della Dell Publishing, con Famous Funnies. Verso la metà degli anni trenta comparvero alcune piccole aziende come la DC Comics, che iniziarono a pubblicare fumetti in albi seriali come All Star Comics, Action Comics o Detective Comics in genere incentrate sui supereroi che contribuirono a dare impulso all'industria dei comics, a partire da Superman, creato nel 1938. Inizialmente, ogni albo includeva un certo numero di storie dedicate a diversi personaggi, ma la lunghezza usuale delle avventure crebbe progressivamente, finché negli anni sessanta, la maggior parte degli albi conteneva un'unica storia autoconclusiva. Negli anni ottanta iniziò la consuetudine di prolungare le storie in più albi della stessa serie, a cui si affiancarono altri formati come i graphic novel e i volumi in brossura o cartonati.